# Martin Slaninka
Martin Slaninka (* 16. Juli 1989 in Trnava) ist ein slowakischer Handballspieler.

## Karriere

### Im Verein
Martin Slaninka spielte zunächst in der Slowakei für HC Topoľčany. 2015 wechselte er zu den Eulen Ludwigshafen, welche in der Saison zuvor abgestiegen waren und in der 2. Bundesliga antraten. 2017 gelang ihnen der Wiederaufstieg in die 1. Bundesliga, woraufhin Slaninka zum HSC Suhr Aarau in die Schweiz wechselte. Im Februar 2024 wechselte er mit sofortiger Wirkung zum Bundesligisten TVB Stuttgart, um den Verletzten Lukas Laube zu kompensieren. Am Ende der Saison verließ er den Verein wieder und kehrte in die Schweiz zurück. Hier wurde er Spielertrainer des TV Birsfelden. Mit Birsfelden stieg er 2025 in die Nationalliga B auf.

### In Auswahlmannschaften
Er steht im Kader der slowakischen Nationalmannschaft. Bei der Europameisterschaft 2022 belegte er mit der Slowakei den 18. Platz.